# أفا فابيان
أفا فابيان (بالإنجليزية: Ava Fabian)‏ هي بلاي ميت وعارضة وممثلة أمريكية، ولدت في 4 أبريل 1962 في بروستر في الولايات المتحدة.

## وصلات خارجية
- أفا فابيان على موقع IMDb (الإنجليزية)
- أفا فابيان على موقع قاعدة بيانات الفيلم (الإنجليزية)